# ケーブルモデム

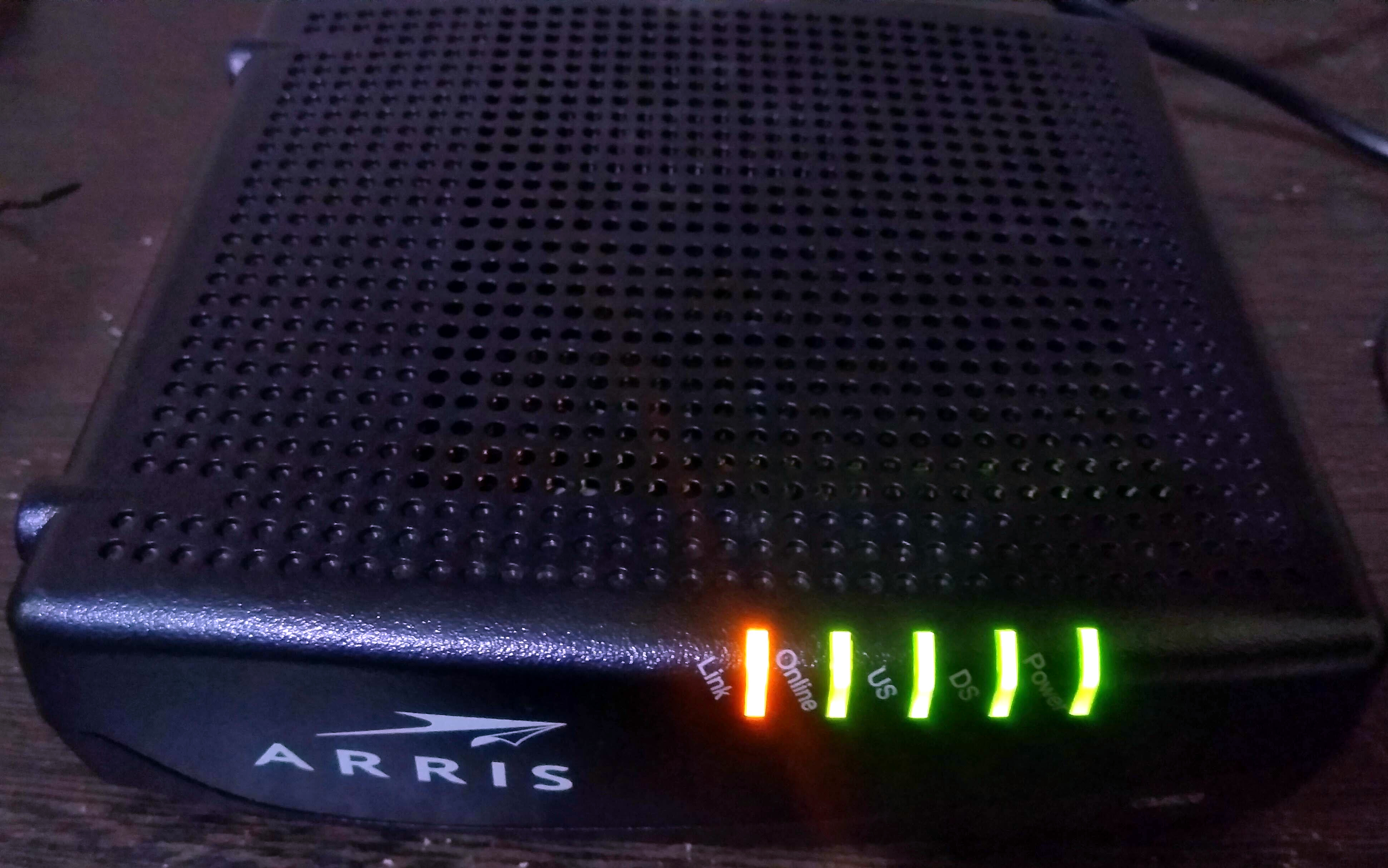
アリス(ARRIS)製ケーブルモデム

ケーブルモデムとは、ケーブルテレビ（CATV）の基盤上で高周波チャンネル経由の双方向データ通信を実現するネットワーク・ブリッジ兼モデムの一種である。ケーブルテレビのネットワークが持つ高帯域幅を利用してブロードバンドインターネット接続を提供するのに主に使われている。特にオーストラリア、ヨーロッパ、北アメリカ、南アメリカで広く使われている。アメリカ合衆国だけでも2009年中ごろ時点で約3800万台のケーブルモデムが使われていた。

## 歴史

### Hybrid Networks
Hybrid Networksは1990年、世界初の高速かつ非対称（下り方向だけ特に高速）なケーブルモデム・システムを開発し特許を取得した。Hybrid Networks は一般家庭などのインターネット接続には非対称な通信で十分だと判断していた。この点は重要である。CATVシステムは本来放送のために下り方向の通信容量が極めて広くなっており、上り方向の高速化は高くつくという問題があった。また、上りと下りの速度が異なるため、それぞれの方向で全く異なるプロトコルを採用しても、全体として双方向のリンクを構築する技法を確立したという点が重要である。初期のシステムでは上り方向に通常の電話回線を使うことが多く、ケーブルだけで双方向通信を実現したものは稀だった。後にケーブルのみで双方向通信を実装する方式が一般化したが、基本的なアーキテクチャは今も変わっていない。

### LANcity
LANcityは早くからケーブルモデムを開発した会社で、その独自システムはアメリカで広く採用された。LANcityはBay Networksに買収され、Bay Networksはノーテルに買収された。その後ノーテルはケーブルモデム事業を ARRISとしてスピンオフさせた。ARRISはDOCSIS準拠のケーブルモデムおよびCMTS（局側でケーブルモデムとインターネットとを接続するシステム）を製造し続けている。

### Zenith Homeworks
ゼニス・エレクトロニクスの独自プロトコルを採用したケーブルモデム Zenith Homeworksは1993年に登場した。アメリカおよび海外のいくつかのケーブルテレビ網で採用された。

### Com21
Com21も早くからのケーブルモデム業者の1つで、DOCSISにより標準化されるまでは独自システムで成功していた。CATV局側のブリッジComControllerとケーブルモデムComPortがあり、ネットワーク管理システムにはHP OpenViewを基盤として採用していた。また、上り信号をまとめる際にノイズが発生する問題に対処するためマルチプレクサを後に開発した。Com21の独自プロトコルはAsynchronous Transfer Mode（ATM）をベースとしていた。Com21はDOCSIS準拠のケーブルモデムも開発したが、2003年に倒産した。Com21の資産はARRISが引き継いでいる。

### CDLP
CDLP（Cable Data Link Protocol）はモトローラの独自システムである。CDLPカスタマ構内設備（CPE）は、上り信号経路として公衆交換電話網（PSTN）とケーブルネットワークの両方をサポートしていた。しかしPSTNには欠点が多く、ケーブルのみで上り下り両方を伝送する方式が主流となっていった。ケーブルのみで上り下りを扱えるケーブルモデムはデジタル加入者線（DSL）サービスとも互角に対抗できた。CDLP規格は現在ではほとんど使われておらず、多くのプロバイダーはDOCSISを採用している。モトローラの CyberSURFR はCDLP規格を採用したケーブルモデムの一例で、下りのピーク性能は10Mbit/s、上りピーク性能は1.532Mbit/sである。CDLPは下り最大帯域幅として30Mbit/sまでをサポート可能で、複数のケーブルモデムを使うことでこれを達成できる（チャネルボンディング）。
オーストラリアのISPであるBigPondは1996年にケーブルモデムの試験を開始したときCDLPを採用した。その後シドニー、メルボルン、ブリスベンではケーブルテレビのインターネット接続ではCDLP方式のみが利用可能という期間がしばらく続いた。その後DOCSISとCDLPが併用された期間があり、2004年にCDLPが廃止されDOCSISのみとなった。

### IEEE 802.14
1990年代中ごろ、IEEE 802委員会はケーブルモデムの標準化を行うワーキンググループ（802.14）を創設した。それなりの成果はあったが、北米のケーブルネットワーク業者が当時できたばかりのDOCSIS仕様の支持を表明したため、IEEEとしての標準化を断念した。

### DOCSIS
1990年代末、アメリカのケーブルネットワーク各社がMCNSというコンソーシアムを結成し、オープンで相互運用可能なケーブルモデムの仕様策定を急いだ。標準化を急ぐため、当時主流だった独自システム2種の技術を組み合わせるという方針になった。すなわち、物理層はモトローラのCDLPを採用し、MAC層はLANcityのシステムを採用するというものである。最初のドラフト仕様が完成すると、MCNSはCableLabsにこれを託した。CableLabsはケーブルネットワーク各社が研究開発目的で1988年に設立していた非営利団体である。CableLabsは仕様の保守を行い、各種標準化団体（特にSCTEとITU）にその仕様を規格として提案し、ケーブルモデム装置の準拠試験プログラムを開発し、各種拡張仕様のドラフトを作成した。今では実際に運用されているケーブルモデムはほぼ全てDOCSISのいずれかの版に準拠している。アナログテレビにはヨーロッパのPALとアメリカのNTSCがあるため、DOCSISはそれぞれに対応した版に大きく分けられ、ヨーロッパ向けはEuroDOCSISと呼ばれる。大きな違いはチャネル周波数で、アメリカでは6MHz、ヨーロッパでは8MHzとなっている。ほとんどの地域でDOCSISに準拠したケーブルモデムが採用されている。

## ケーブルモデムとVoIP
VoIP (Voice over Internet Protocol) によるIP電話が登場し、ケーブルモデムもVoIPをサポートするよう拡張された。ケーブルテレビサービスを提供する会社の中にはIP電話機能も提供するところがあり、テレビとインターネットと電話をケーブルで提供することでPOTSの電話回線を不要にする。
多くのケーブルネットワーク業者はPacketCableに基づいてVoIPサービスを提供している。PacketCableは1つのケーブル伝送システムで高速インターネットとVoIPの両方を提供可能な規格である。伝送路全体についてQoSを保証できるなど、従来の独自方式に対して様々な技術的利点がある。
ケーブルテレビ業者のVoIPサービスを使う場合、E-MTA (Embedded Multimedia Terminal Adapter) というカスタマ構内設備がよく使われる。E-MTAはケーブルモデムとVoIPアダプタを1つにしたものである。

## ネットワーク機能
ケーブルモデムはIEEE 802.1Dに準拠したネットワークブリッジであり、イーサネットのネットワークとケーブルとを接続する。すなわち、利用者のLANとケーブルネットワークの間でイーサネットのフレームを橋渡しする。また、データをケーブル上で伝送するには変調が必要であるため、ケーブルモデムはモデムとしても機能している。
OSI参照モデルと対照すると、ケーブルモデムは物理層とデータリンク層の役割を持つ。ケーブルモデム自体にIPアドレスを持つ場合、さらに上の層の機能も持たせている。
物理層はLANインタフェース側のイーサネットとしての物理層部分(PHY)と、HFCインタフェース側のDOCSISで定義されているケーブル固有の物理層部分(PHY)とがある。ケーブルモデムは、このケーブル固有のPHYがその本質である。ネットワーク層としては、自前のIPアドレスを持つIPホストとして実装されており、ネットワーク運用者がこの装置を保守するのにそれを使う。トランスポート層では、ケーブルモデムは自前のIPアドレスと対応したUDPをサポートし、ポート番号に基づいたフィルタリング機能をサポートしている。それにより、例えば利用者のLAN上を流れるNetBIOSのトラフィックが出て行くのを阻止する。アプリケーション層では、ケーブルモデムは管理・保守のためのプロトコル（例えばDHCP、SNMP、ファームウェア自動更新のためのTFTP）をサポートしている。
ケーブルモデムによっては、ルーターとDHCPサーバの機能を持っており、LAN上のIPアドレスを決定するサービスを提供できる。しかし、データのフォワーディングとネットワーク構成の観点から言えば、ケーブルモデムとしての本来の部分とルーターとしての部分は区別する必要がある。ルーターとしての部分は自前のIPアドレスとMACアドレスを持つ。

## 主なメーカー
- スリーコム
- シスコシステムズ
- Dリンク
- ファーウェイ
- リンクシス
- モトローラ
- ネットギア
- ノーテルネットワークス
- フィリップス
- RCA
- サイエンティフィック・アトランタ
- トムソン
- 東芝
- ザイセル
- シンクレイヤ
- 住友電工